# Das vierte Gebot (1910)
Der Kurzfilm Das vierte Gebot ist ein in schwarzweiß gedrehter Stummfilm von Charles Decroix aus dem Jahr 1910.

## Produktion
Der Film wurde von Charles Decroix für die Deutsche Mutoskop- und Biograph GmbH produziert. Er hat auch den Titel Das vierte Gebot, Du sollst den Vater und die Mutter ehren.

## Handlung
Der Film basiert auf dem Volksstück Das vierte Gebot von Ludwig Anzengruber.